# Zbrodnia w Wierzchowinach
Zbrodnia w Wierzchowinach – zbrodnia popełniona na ukraińskiej ludności wsi Wierzchowiny na Lubelszczyźnie 6 czerwca 1945 roku przez oddział Narodowych Sił Zbrojnych pod dowództwem Mieczysława Pazderskiego ps. „Szary”. Była punktem kulminacyjnym prowadzonej przez NSZ akcji „Za Bugiem”. 

## Przebieg wydarzeń
Zniszczenie wsi Wierzchowiny 6 czerwca 1945 było w rozbieżny sposób opisywane przez historyków. Autorzy zgadzają się co do faktu, iż w pierwszych dniach czerwca 1945 dowódca zgrupowania PAS NSZ Mieczysław Pazderski ps. „Szary” zdecydował się na zbrojną interwencję we wsi. Według niektórych autorów, miało to nastąpić z powodu poparcia jej mieszkańców dla komunizmu. Jak podaje Grzegorz Motyka, w Wierzchowinach przed II wojną światową działała silna komórka Komunistycznej Partii Polski, zaś już w czasie wojny mieszkańcy popierali PPR. Według Tadeusza Swata miejscowi Ukraińcy ponadto, korzystając z poparcia Niemców, jawnie zwalczali polskie oddziały leśne, zaś po wejściu Armii Radzieckiej na Lubelszczyznę znaczna część mieszkańców Wierzchowin zaciągnęła się w szeregi MO i UB, stworzyła siatkę agentów, wielu z nich otrzymało pozwolenie władz na posiadanie broni krótkiej i maszynowej. Dowódca PAS NSZ, bez uzgodnienia z Komendą Okręgu lubelskiego, postanowił zabić najbardziej niebezpiecznych Ukraińców. Miał listę osób z zamiarem ich zlikwidowania, która według Swata obejmowała ok. 30 nazwisk, według Motyki zaś – 19. Według G. Motyki jednak, motywacją była przede wszystkim chęć usunięcia mniejszości narodowych, szczególnie po zawarciu rozejmu między AK a UPA na Lubelszczyźnie w kwietniu 1945 roku. Podobnego zdania jest Mariusz Zajączkowski, który w swojej pracy poświęconej zbrodni wierzchowińskiej przytacza szereg źródeł, wskazujących na taki charakter poczynań partyzantki NSZ. Zgrupowanie pod dowództwem Pazderskiego miało zamiar przeprowadzić zbrojny rajd przez powiaty Krasnystaw, Tomaszów Lubelski i Hrubieszów, niszcząc wybrane ukraińskie wsie i wymuszając ucieczkę za Bug pozostałej ludności narodowości ukraińskiej. W oddziale „Szarego” ok. 1/3 stanowili byli żołnierze 27 Wołyńskiej Dywizji AK, których bliscy padli ofiarą rzezi wołyńskiej i którzy brali udział w polskich akcjach odwetowych na Wołyniu. Oficer NSZ z kierowniczego szczebla tej organizacji Jerzy Pilaciński ps. „Lech” w książce „Narodowe Siły Zbrojne - kulisy walki podziemnej 1939-1946”, wydanej w Londynie w 1976 roku pisze: Okręgi NSZ lubelski, podlaski i część rzeszowskiego odcięte od Komendy Głównej linią frontu od sierpnia 1944 r. zorganizowały samorzutnie na okres przejściowy „Tymczasową Radę Polityczną Ziem Wschodnich” i podlegającą jej „Komendę Ziem Wschodnich NSZ”. Kontakt z nią został nawiązany przez Komendę Główną NZW dopiero w lecie 1945. W tym czasie Komenda Ziem Wschodnich NSZ, bez porozumienia się z Komendą Główną NZW, rozpoczęła zaplanowaną wcześniej akcję przeciw grupom ukraińskim odpowiedzialnym za mordowanie ludności polskiej. Akcję rozpoczęto likwidacją ukraińskiej wsi Wierzchowiny zabijając wszystkich mieszkańców (ok. 200 osób) nie wyłączając dzieci. Potworną brutalność tej akcji tłumaczono później dużym procentem Wołyniaków w tych oddziałach, oraz faktem, że wieś ta była bazą wypadową przeciw ludności polskiej oraz źródłem rekrutacji do SS-Galizien. Wkrótce potem oddziały biorące udział w tej akcji zostały rozbite przez grupy operacyjne UB, a komenda okręgu lubelskiego aresztowana.
6 czerwca 1945 w godzinach rannych oddział „Szarego” (w skład zgrupowania wchodziły oddziały: „Jacka”, „Sokoła”, „Zemsty” i „Szatana”) wszedł do Wierzchowin w mundurach Wojska Polskiego i został przychylnie przyjęty przez mieszkańców, którzy nie zorientowali się, kim są naprawdę żołnierze. Żołnierze „Szarego” opuścili wieś, po czym wrócili i dokonali w niej masowej zbrodni na cywilnej ludności ukraińskiej, której ofiarą padło 196 osób. Według Grünberga i Sprengla ofiar było 194, tak też podaje Motyka w nowszej publikacji, przy tym zamordowane osoby są znane z personaliów. W jednym z raportów NSZ była mowa o 396 osobach zabitych, podobnie około 400 podawały źródła komunistyczne, jednak liczby te są niewątpliwie zawyżone, a z kolei liczba ofiar 196 jest zgodna z danymi o zgonach z rejestru mieszkańców wsi. Ofiary były przeważnie wyznania prawosławnego, znaleźli się wśród nich jednak także Świadkowie Jehowy – przynajmniej szesnaście, lub według innych publikacji około trzydzieści osób.
Publicysta Tadeusz Swat utrzymuje, że osoby postronne (spoza listy sporządzonej 21 maja) zginęły w czasie walki, która wybuchła we wsi oraz podczas likwidowania ukrytych we wsi bunkrów. Opierając się na zeznaniach świadków twierdzi, że liczba ofiar nie przekroczyła 50 zabitych. Według tego samego autora po zakończeniu akcji i wycofaniu się zgrupowania „Szarego”, około godz. 18, niezidentyfikowany oddział, podający się za partyzantów, dokonał masakry w Wierzchowinach. Zdaniem Swata wiele wskazuje, iż była to prowokacja władz bezpieczeństwa, mająca na celu zdyskredytowanie NSZ. Inni autorzy sugerują ponadto możliwość dokonania rzezi przez samych okolicznych mieszkańców. Według historyków Wnuka i Motyki, a także Zajączkowskiego, wersja o prowokacji lub samosądach jest niewiarygodna i wynika z chęci „wybielenia” przez jej propagatorów oddziałów NSZ, a brak na nią jakichkolwiek dowodów, zwłaszcza w kontekście późniejszego przyznania się przez NSZ do akcji. Zdaniem Wnuka i Motyki, „Szary” zmienił pierwotny plan i zniszczył całą wieś zamiast planowanej likwidacji jedynie określonych osób, gdyż miał nadzieję na uzyskanie poparcia miejscowej ludności polskiej, pamiętającej zbrodnie ukraińskiej partyzantki na Polakach. Być może pragnął również storpedować rozmowy i lokalne porozumienia pomiędzy WiN a UPA.
Po spaleniu wsi żołnierze NSZ zrabowali przedmioty należące do mieszkańców na furmanki. Następnie wycofali się w kierunku wsi Sielec.
23 czerwca 1945 pismo NSZ, „Szczerbiec”, przyznało, iż zbrodni w Wierzchowinach dokonał oddział NSZ. Na łamach gazety stwierdzono, iż był to akt walki z „hajdamackim pasożytem”, zapowiedziano, w razie potrzeby, kolejne takie akcje. W meldunku z 17 czerwca 1945 roku Roman Jaroszyński „Roman”, uczestnik akcji, wskazał, że w Wierzchowinach zostało wymordowane 194 osób pochodzenia ukraińskiego, z kolei 21 czerwca w raporcie sytuacyjnym szef Akcji Specjalnej Komendy Ziem Wschodnich NSZ Zygmunt Wolanin „Zenon” poinformował przełożonych, że Zjednoczone Oddziały NSZ „dokonały likwidacji wsi ukraińskiej Wierzchowiny, likwidując 396 osób”.

## Badanie przebiegu zbrodni
Komisja badająca wydarzenia w Wierzchowinach nie zarządziła ekshumacji masowego grobu ofiar, a jedynie otwarcie jednej z mniejszych mogił, w której znaleziono jedynie dwa ciała, w tym jedno pozbawione głowy. Przebieg wydarzeń ustalono wyłącznie na podstawie oględzin miejsca zdarzenia oraz zgromadzonych relacji świadków, którzy mówili o mordowaniu wszystkich ukraińskich mieszkańców wsi (także kobiet i dzieci), gwałtach towarzyszących zbrodni oraz o zabijaniu nie tylko przy użyciu broni palnej, ale i siekier, motyk oraz łopat.

## Rozbicie zgrupowania „Szarego”
Na wieść o wydarzeniach w Wierzchowinach z Chełma wysłana została jeszcze tego samego dnia 60-osobowa grupa pościgowa złożona z kilku funkcjonariuszy Ministerstwa Bezpieczeństwa Publicznego, kilkunastu milicjantów i 40 podchorążych szkoły oficerów artylerii ludowego Wojska Polskiego. Oddziały „Szarego” zastawiły na grupę pościgową zasadzkę, w wyniku której funkcjonariuszy UB i milicjantów zabito, a podchorążych wcielono do swoich szeregów. Po niepowodzeniu tej akcji w pościg ruszyła na samochodach ciężarowych 160-osobowa grupa operacyjna sowieckiego 98. pułku wojsk pogranicznych NKWD stacjonującego w Krasnymstawie, złożona z doświadczonych żołnierzy frontowych (część źródeł podaje, że była to pancerna jednostka Armii Czerwonej i oddziały Korpusu Bezpieczeństwa Wewnętrznego, liczące w sumie ok. 2 tys. żołnierzy), grupa wyposażona była w samochody pancerne i lotnictwo. W rezultacie doszło do kilkudniowych walk zakończonych całkowitym rozbiciem zgrupowania NSZ. Jeszcze 6 czerwca wieczorem doszło do starcia zwiadu NKWD z wycofującym się oddziałem NSZ w Wierzchowinach, na skutek którego według danych radzieckich partyzanci mieli stracić 28 zabitych, a NKWD dwóch śmiertelnie rannych. Główne siły „Szarego” (w sile ok. 300 ludzi) zaskoczone 10 czerwca we wsi Huta w pow. chełmskim, zostały zlikwidowane. Poległo 166 żołnierzy, w tym mjr Pazderski i większość dowódców, rannych zostało 30 żołnierzy NSZ, a do niewoli dostało się 11 osób, reszta rozpierzchła się. Według NKWD natomiast zginęło 138 partyzantów, a do niewoli wzięto ośmiu, z tego czterech zmarło od ran. Spłonęły także 164 budynki w miejscu starcia. Straty grupy operacyjnej NKWD wyniosły: 1 zabity i 4 rannych, z czego 2 zmarło. Ponadto zginęło 2 funkcjonariuszy UBP i 2 żołnierzy LWP. Po bitwie, na pierwszej stronie „Szczerbca” – lokalnego organu NSZ, nr 23 z 23 czerwca 1945 r. – ukazał się nekrolog Mieczysława Pazderskiego.

## Wyroki sądowe w sprawie zbrodni w Wierzchowinach
15 czerwca 1953 sąd PRL orzekł, że za wymordowanie Ukraińców w Wierzchowinach odpowiadał oddział Narodowych Sił Zbrojnych, pod dowództwem Mieczysława Pazderskiego „Szarego”. Wyrok ten został potwierdzony opinią sądową z 8 maja 1998. Odmienna opinia zapadła w tej kwestii 4 lutego 1999. Stwierdzono w niej, iż bezkrytycznie przyjęto wyrok komunistycznego sądu z 15 czerwca 1953 i nie wzięto pod uwagę istotnych dowodów i ustaleń historycznych. Niektórzy historycy przytaczają niebędące oryginałami dokumenty, sporządzone jako odpisy przez funkcjonariuszy komunistycznych służb bezpieczeństwa, m.in. MBP. Wiarygodności tych dokumentów nie można jednoznacznie potwierdzić, gdyż wielokrotnie tego typu materiały były preparowane w celu wykorzystania przez komunistyczne władze przeciwko działaczom podziemia niepodległościowego w pokazowych procesach po wojnie, jednak bywają one niejednokrotnie cytowane przez badaczy tamtego okresu. Jeden z niebędących oryginałem odpisów, podpisany adnotacją „za zgodność” przez sowieckiego oficera MUBP, por. Wojciusza – „raport sytuacyjny „Szarego” do dowódcy AS NSZ Okręgu Lublin z 9 czerwca 1945”, stwierdza: „Melduję, że oddziały AS po koncentracji ruszyły pod moim dowództwem na Zamość, według rozkazu. W drodze postanowiono zlikwidować kilka ukraińskich wsi. Pierwszą i najbliższą miała być wieś Wierzkowiny i Kisłan (...) Wierzchowiny otoczono ze wszystkich stron i wycięto 194 osoby narodowości ukraińskiej. Kilkunastu zdołało uciec”. Według M. Zajączkowskiego jest to jednak jedyny dokument, który nie jest znany obecnie w oryginałach.
Pomordowanych mieszkańców Wierzchowin upamiętnia pomnik-mogiła, znajdujący się w centrum miejscowości. Ma on formę analogionu z otwartą księgą i napisem w językach polskim i ukraińskim.

## Wykorzystanie propagandowe zbrodni
Propaganda komunistyczna wykorzystywała zbrodnię w Wierzchowinach na szeroką skalę, przedstawiała masakrę jako przykład „zdziczenia faszystowskich niedobitków” i czyniła z niej jeden z najważniejszych argumentów na rzecz konieczności zwalczania podziemia antykomunistycznego. Zdaniem Swata jednocześnie podjęto szeroko zakrojoną akcję dezinformacyjną. Podano, że w Wierzchowinach zginęło 396 osób, następnie liczbę tę zmniejszono do 280, by ostatecznie pozostać przy 194. Liczba pomordowanych nie jest pewna, ponieważ w toku badania miejsca zbrodni dokonano ekshumacji wyłącznie jednej mogiły z dwoma ciałami.
Jak z kolei wskazują Motyka i Zajączkowski, od lat 90. XX wieku podejmowane są próby zdjęcia z oddziału NSZ odpowiedzialności za zbrodnię i obarczenia odpowiedzialnością rozmaitych innych uczestników, które nie znajdują uzasadnienia w rzetelnie traktowanym materiale historycznym.